# Fitz Hall
Fitzroy Benjamin Hall (Walthamstow, 20 dicembre 1980) è un ex calciatore inglese, di ruolo difensore.

## Caratteristiche tecniche
È un difensore centrale che può essere impiegato anche da centrocampista.

## Carriera

### Esordi
Hall ha iniziato la carriera nelle giovanili del West Ham United, ma è stato svincolato a quindici anni, lo stesso giorno in cui hanno abbandonato la squadra anche Paul Konchesky, Bobby Zamora e Jlloyd Samuel. Hall ha successivamente dichiarato che, all'epoca, non era abbastanza bravo per diventare un calciatore professionista, ma che è stato fortunato ad ottenere un provino con il Barnet. Dopo aver firmato per il Barnet, si è trasferito ai dilettanti del Chesham United. A diciassette anni, ha avuto un piccolo ruolo nel film "Il quinto elemento".

### Oldham Athletic e Southampton
Le prestazioni di Hall per il Chesham United hanno attirato l'attenzione dell'Oldham Athletic, da parte del tecnico Iain Dowie, che lo ha acquistato in cambio di trentamila sterline al termine della stagione 2002. È stato poi venduto al Southampton, in Premier League, un anno dopo, in cambio di duecentocinquantamila sterline, anche per via dei problemi economici dell'Oldham. Comunque, non è mai riuscito a diventare un titolare del Southampton.

### Crystal Palace
Hall è poi tornato alle dipendenze di Iain Dowie, questa volta al Crystal Palace, in cambio di un milione e mezzo di sterline. Ha guidato la squadra verso la promozione in Premier League.
Per il campionato 2005-2006, è stato nominato capitano della squadra, raccogliendo l'eredità di Michael Hughes. Dopo una serie di prestazioni scadenti e numerose ammonizioni, Hughes è tornato il capitano, a gennaio 2006.

### Wigan Athletic
Si è poi trasferito al Wigan il 26 giugno 2006. Peter John Taylor, nuovo tecnico del Crystal Palace, lo ha ceduto per tre milioni di sterline.

### Queens Park Rangers
Hall è stato tra i tanti calciatori acquistati dal QPR durante il mese di gennaio 2008. Ha firmato un contratto dalla durata di quattro anni e mezzo. Ha segnato la prima rete per la nuova squadra nella gara d'esordio del campionato 2008-2009: ha infatti siglato un gol ai danni del Barnsley.

### Watford
Dopo essersi svincolato dal Queens Park Rangers si accasa al Watford.

## Palmarès

### Individuale
- Squadra dell'anno della PFA: 1

2002-2003 (Division Two)